# Upplands runinskrifter 179
Runinskrift U 179 är en av fragment hoplappad runsten som nu står utanför Riala kyrka i Riala socken, Norrtälje kommun i Uppland. Dess ursprungliga plats är okänd.

## Stenen
År 1916 omtalades att runstensfragment förvarades i klockstapeln vid Riala kyrka. Senare hittades ytterligare ett fragment av samma runsten i kyrkogårdsmuren och bitarna sammanfogades, resultatet blev nästan en hel runsten som placerades i kyrkogårdsmurens stiglucka. Kyrkoherde Gils Olsson-Nordberg kontaktade riksantikvarien och bad om en tolkning av inskriften. Ornamentiken med en rundrake går i typisk Urnesstil, vilket daterar ristningen till tusentalets andra hälft. Stenen som saknar det kristna korset är signerad av den produktive runmästaren Öpir. Stenen är 0,95 meter hög och 0,9 meter bred.

## Inskriften
Translitterering av runraden:
ioan ' uk lifstain ' litu ' raisa ' sta... ...a- ' h-... (f)aþur ' sin ybir ' rist
Normalisering till runsvenska:
Ioan ok Lifstæinn letu ræisa stæ[in] ... ... faður sinn. Øpiʀ risti.
Översättning till nusvenska:
Johan och Livsten läto resa stenen ... sin fader. Öpir ristade.